# Le Ballet du désir
Pour plus de détails, voir Fiche technique et Distribution.
Le Ballet du désir (titre original : Screaming Mimi) est un film américain réalisé par Gerd Oswald, sorti en 1958, avec Anita Ekberg, Philip Carey et Gypsy Rose Lee dans les rôles principaux. Il s'agit d'une adaptation du roman policier La Belle et la Bête (The Screaming Mimi) de l'écrivain américain Fredric Brown.

## Synopsis
Sur une plage de Californie du Sud, la stripteaseuse Virginia Wilson (Anita Ekberg) est attaqué par un fou qui tente de la poignarder. Choquée, elle part se reposer dans un sanatorium ou elle fait la connaissance d'un médecin dont elle tombe amoureuse.

## Fiche technique
- Titre français : Le Ballet du désir
- Titre original : Screaming Mimi
- Réalisation : Gerd Oswald
- Assistant réalisateur : Jerrold Bernstein
- Scénario : Robert Blees (en) d'après le roman The Screaming Mimi de Fredric Brown
- Photographie : Burnett Guffey
- Montage : Gene Havlick et Jerome Thoms
- Musique : Mischa Bakaleinikoff
- Direction artistique : Cary Odell
- Décors : Fran Tuttle
- Production : Harry Joe Brown et Robert Fellows (en)
- Société de production : Sage Productions
- Société de distribution : Columbia Pictures
- Pays d'origine :  États-Unis
- Langue originale : anglais
- Format : Noir et blanc - 35 mm — 1,85:1 - Mono (RCA Sound Recording)
- Genre : Thriller, film noir
- Durée : 79 minutes
- Date de sortie :
  - États-Unis : 25 juin 1958

## Distribution
- Anita Ekberg : Virginia Wilson / Yolanda Lange
- Philip Carey : Bill Sweeney
- Gypsy Rose Lee : Joann Gypsy Mapes
- Harry Townes : docteur Greenwood / Green
- Linda Cherney : Ketti
- Romney Brent : Charlie Weston
- Alan Gifford : capitaine Bline
- Vaughn Taylor : Raoul Reynarde
- Oliver McGowan : Walter Krieg
- Red Norvo : Red Yost
- Frank J. Scannell : Paul, le barman
- Paul E. Burns
- Jeanne Cooper
- G. Pat Collins (en)
- Heinie Conklin
- Dennis Cross (en)
- Sayre Dearing
- Franklyn Farnum
- Terry Frost (en)
- Thomas Browne Henry (en)
- Reed Howes
- Betsy Jones-Moreland
- Hank Mann
- Frank Marlowe (en)
- David McMahon
- Sarah Padden

## À noter
- Il s'agit de la première adaptation du roman policier The Screaming Mimi de l'écrivain américain Fredric Brown. Le réalisateur italien Dario Argento adapte à nouveau ce roman en 1970 sous le titre L'Oiseau au plumage de cristal (L'Uccello dalle piume di cristallo).
- Ce roman de Fredric Brown a été traduit en France sous le titre La Belle et la Bête dans la collection Série noire en 1966.
- Sous la direction de Mischa Bakaleinikoff, plusieurs compositeurs et musiciens célèbres ont participé à la création de la bande musicale du film, comme Leonard Bernstein, George Duning, George Greeley, Fred Karger, Lucien Moraweck, Arthur Morton et Leith Stevens.